# Albert Zoer
Albert Zoer (Echten, 31 de julio de 1975) es un jinete neerlandés que compitió en la modalidad de salto ecuestre.
Ganó una medalla de oro en el Campeonato Mundial de Saltos Ecuestres de 2006 y dos medallas en el Campeonato Europeo de Saltos Ecuestres, oro en 2007 y bronce en 2009.

## Palmarés internacional
| Campeonato Mundial | Campeonato Mundial    | Campeonato Mundial | Campeonato Mundial |
| Año                | Lugar                 | Medalla            | Categoría          |
| ------------------ | --------------------- | ------------------ | ------------------ |
| 2006               | Aquisgrán (Alemania)  | Medalla de oro     | Por equipos        |
| Campeonato Europeo |                       |                    |                    |
| Año                | Lugar                 | Medalla            | Categoría          |
| 2007               | Mannheim (Alemania)   | Medalla de oro     | Por equipos        |
| 2009               | Windsor (Reino Unido) | Medalla de bronce  | Individual         |